# Пале (Лимбажский край)

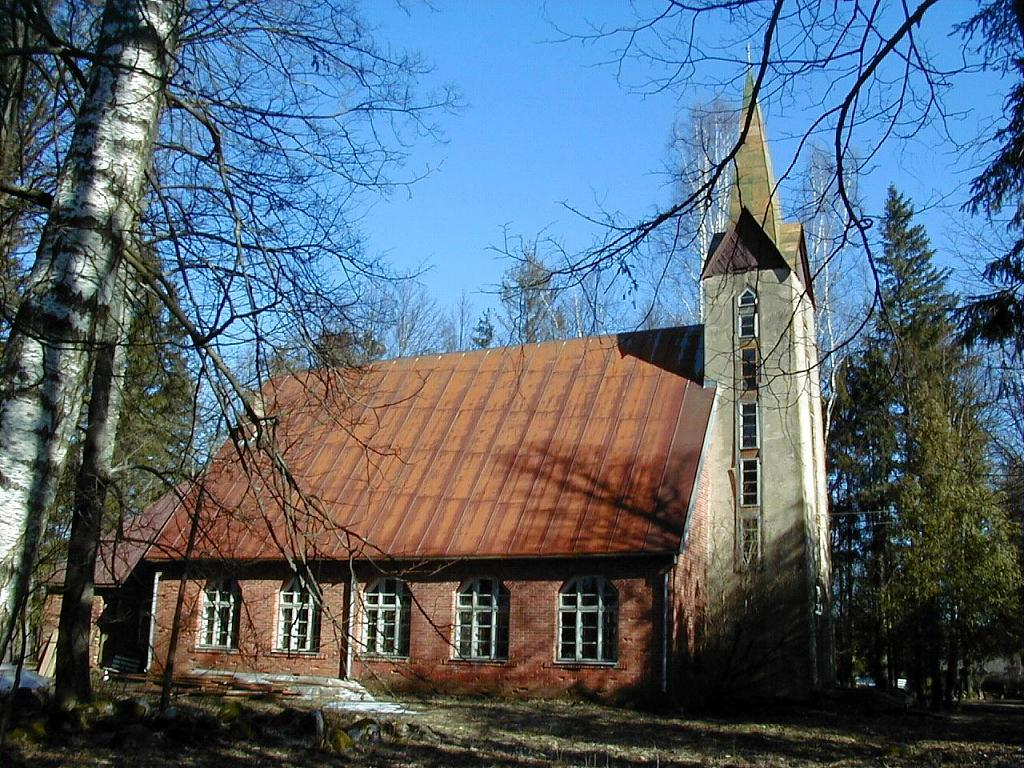
Лютеранская церковь

Па́ле (латыш. Pāle) — населённый пункт в Лимбажском крае Латвии. Административный центр Палеской волости. Расстояние до города Лимбажи составляет около 22 км. По данным на 2017 год, в населённом пункте проживало 219 человек.
Через Пале проходит региональная автодорога P12 (Лимбажи — Салацгрива). Рядом протекает река Перлю (приток Светупе), на которой устроен пруд.
В селе есть волостная администрация, начальная школа, дом культуры, библиотека, почтовое отделение, аптека, краеведческий музей, лютеранская церковь, магазин. 

## История
Ранее село являлось центром поместья Пале.
В советское время населённый пункт был центром Арциемского сельсовета Лимбажского района. В селе располагалась центральная усадьба колхоза «Padomju zeme» (в переводе — «Советская земля»).